# 1943 w sztukach plastycznych
Wydarzenia w sztukach plastycznych i wizualnych w 1943 roku.

## Malarstwo
- Marc Chagall

Pokusa – olej na płótnie
- Salvador Dalí

Poezja Ameryki – Kosmiczni atleci
Geopolityczne dziecko obserwujące narodziny nowego człowieka
- Edward Hopper

Lato – olej na płótnie
Hol hotelowy – olej na płótnie
- Frida Kahlo

Korzenie
- Norman Rockwell

Seria Four Freedoms: 
Freedom of Speech – olej na płótnie
Freedom of Worship – olej na płótnie
Freedom from Want – olej na płótnie
Freedom from Fear – olej na płótnie

## Grafika
- Maurits Cornelis Escher

Gady – litografia

## Urodzeni
- 16 kwietnia – Krzysztof Wodiczko, polski artysta współczesny
- 6 maja – Paweł Jocz (zm. 2008), polski rzeźbiarz i grafik
- 22 czerwca – Gordon Matta-Clark (zm. 1978), amerykański artysta
- 17 września – Gilbert Prousch, artysta tworzący performance
- 30 listopada – Ulay, niemiecki artysta fotograf, performer
- Jerzy Zieliński (zm. 1980), polski malarz i poeta

## Zmarli
- 13 stycznia – Sophie Taeuber-Arp (ur. 1889), – szwajcarska malarka i rzeźbiarka, przedstawicielka abstrakcji geometrycznej
- 8 marca – Alma del Banco (ur. 1862), niemiecka malarka i graficzka żydowskiego pochodzenia
- 9 marca – Otto Freundlich (ur. 1878), niemiecki malarz, rzeźbiarz i teoretyk pierwszej awangardy żydowskiego pochodzenia
- 13 kwietnia – Oskar Schlemmer (ur. 1888), niemiecki malarz i teoretyk sztuki
- 21 kwietnia – Rihard Jakopič (ur. 1869), słoweński malarz
- 7 sierpnia – Sarah Purser (ur. 1848), irlandzka malarka i projektantka witraży
- 9 sierpnia – Chaïm Soutine (ur. 1893), białoruski malarz
- 10 października – Charlotte Salomon (ur. 1917), niemiecka akwarelistka żydowskiego pochodzenia
- 12 października – Ragnhild Keyser (ur. 1889), norweska malarka
- 19 października – Camille Claudel (ur. 1864), francuska rzeźbiarka
- 13 listopada – Maurice Denis (ur. 1870), francuski malarz
- 22 grudnia – Beatrix Potter (ur. 1866), angielska ilustratorka, autorka utworów dla dzieci
- Alicja Hohermann (ur. 1902), polska malarka żydowskiego pochodzenia